# Albhochflächen um Hohenstadt und Drackenstein mit oberem Gosbachtal
Albhochflächen um Hohenstadt und Drackenstein mit oberem Gosbachtal ist ein Landschaftsschutzgebiet im Landkreis Göppingen in Baden-Württemberg.

## Lage und Beschreibung
Das rund 1483 Hektar große Landschaftsschutzgebiet umfasst die gesamten Gemarkungen der Gemeinden Drackenstein und Hohenstadt, ausgenommen sind die Ortslage mit Flächen für die bauliche Entwicklung. Es entstand durch Verordnung des Landratsamts Göppingen vom 15. Januar 1997. Gleichzeitig traten die Verordnung vom 27. Juni 1939 zum Schutz von Sommerschafweiden und die Verordnung vom 12. August 1940 zum Schutze von Landschaftsbestandteilen und Landschaftsteilen entlang der Autobahn außer Kraft.
Das Schutzgebiet gehört zm Naturraum 094-Mittlere Kuppenalb innerhalb der naturräumlichen Haupteinheit 09-Schwäbische Alb.

## Schutzzweck
Wesentlicher Schutzzweck ist laut Schutzgebietsverordnung der Erhalt des landschaftlich vielgestaltigen Albtraufs in seiner natürlichen Eigenart und Schönheit mit dem ökologisch wertvollen oberen Gosbachtal sowie die Sicherung der ausgedehnten landschaftsprägenden Feldhecken mit ihrer besonderen Bedeutung für den Naturhaushalt und die Bewahrung des Schutzgebiets als reizvolles Naherholungsgebiet für die Allgemeinheit.